# Mokra Przełęcz (Góry Izerskie)
 Mokra Przełęcz – przełęcz górska, położona na wysokości (940 m n.p.m.) w południowo-zachodniej Polsce, w Górach Izerskich w Sudetach Zachodnich.

## Położenie
Przełęcz położona około 5,2 km na południowy wschód od miejscowości Świeradów-Zdrój, na Wysokim Grzbiecie, w środkowej części Gór Izerskich, po północno-zachodniej stronie od wzniesienia Wysoka Kopa.
Przełęcz Mokra to podmokłe szerokie siodło, głęboko wcięte w gnejsowe podłoże Grzbietu Wysokiego Gór Izerskich, o łagodnych skrzydłach oraz stromym północno-wschodnim podejściu i nieco łagodniejszym podejściu południowo-zachodnim. Przełęcz oddziela wzniesienie Rudego Grzbietu (945 m n.p.m.) od masywu Zielonej Kopy z Wysoką Kopą, Przednią Kopą i Sinymi Skałkami. Jest to najniższa przełęcz w Wysokim Grzbiecie, stanowiąca węzeł dróg leśnych z doliny Kwisy do doliny Izery.

## Turystyka
Przez przełęcz prowadzi szlak turystyczny
- czerwony – Główny Szlak Sudecki im. M. Orłowicza ze Świeradowa-Zdroju przez Góry Izerskie Karkonosze i dalej[1].
- Przełęcz stanowi wspaniały punkt widokowy na panoramę Gór Izerskich.